# Арђине Синистро II (Падова)
Арђине Синистро II је насеље у Италији у округу Падова, региону Венето.
Према процени из 2011. у насељу је живело 40 становника. Насеље се налази на надморској висини од 14 м.